# Rhamphomyia magellensis
Rhamphomyia magellensis är en tvåvingeart som beskrevs av Frey 1922. Rhamphomyia magellensis ingår i släktet Rhamphomyia och familjen dansflugor. Inga underarter finns listade i Catalogue of Life.